# Galeote Pereira
Galeote Pereira (referido a veces también como Galiote Pereira) fue un soldado de fortuna portugués del siglo XVI. Pasó varios años en las provincias chinas de Fujian y Guangxi después de ser capturado por las autoridades chinas en una operación contra el contrabando. El informe que escribió después de escapar de China y volver a Europa (no publicado hasta 1565) es uno de los primeros relatos conocidos de un occidental sobre la vida en la China de la Dinastía Ming; de hecho, es la primera descripción detallada de esa civilización por parte de un visitante europeo laico (no religioso) desde la de Marco Polo publicada hacia 1300.

## Biografía
Pereira y otros mercenarios portugueses ayudaron a defender el Reino siamés de Ayutthaya contra el ejército invasor del rey Tabinshwehti de Pegu en la Guerra Birmano-Siamesa (1548-1549), introduciendo tecnología de guerra europea en la región.
Pereira se dedicó al contrabando a lo largo de la costa del Mar de China Meridional del Imperio Ming, para cuya empresa un centro notorio era el islote Taishan de Wuyu en la Bahía de Xiamen. Estaba a bordo de uno de los dos juncos portugueses incautados en marzo de 1549 cerca de la península de Dongshan durante la campaña de exterminio de los piratas del emperador Jiajing, que fue llevada a cabo activamente desde Fujian por Zhu Wan. Tras sobrevivir a la captura por parte de las autoridades, Pereira y otros fueron encarcelados en Fuzhou.
Según el testimonio de Pereira, tanto durante del juicio como después del mismo, los detenidos fueron sacados "muchas veces... y llevados a los palacios de los nobles para ser vistos por ellos y sus esposas", lo que permitió a Pereira ver algo de Fuzhou. Afortunadamente para Pereira y otros portugueses supervivientes (y sus compañeros, procedentes de diversas partes del imperio colonial portugués en Asia), los enemigos de Zhu Wan en la corte imperial se enteraron de las irregularidades involucradas en la ejecución de algunos prisioneros y el manejo de las mercancías capturadas; llegaron los censores de Beijing, varios funcionarios fueron destituidos de sus cargos y castigados; el propio Zhu Wan se suicidó. Los prisioneros portugueses que esperaban el final de sus vidas en la prisión de Fuzhou fueron enviados a vivir sus sentencias de exilio interno por separado, en varios lugares alrededor de Guilin, Guizhou.
Con la ayuda de comerciantes portugueses en Cantón, muchos de los exiliados lograron regresar mediante sobornos y sigilo a la costa del mar, a los barcos y bases portugueses en alta mar. Pereira fue uno de estos fugitivos. Se sabe que a mediados de febrero de 1553 ya se encontraba en la isla de  Shangchuan, asistiendo a la exhumación de los restos incorruptos de Francisco Javier.

## Relato de Pereira
Varios de los portugueses supervivientes del incidente de 1549 y del posterior encarcelamiento y exilio escribieron relatos de sus experiencias. El primero de ellos se publicó ya en 1555. Sin embargo, el de Galeote Pereira es considerado el más completo, y el más conocido.
No se sabe con precisión la fecha en la que Pereira escribió su relato. Si bien C. R. Boxer supuso que Pereira pudo haber escrito sus memorias poco después de su huida a un lugar seguro, el manuscrito más antiguo conocido de sus notas data de 1561. Es una copia hecha por alumnos del Colegio de San Pablo de Goa, en la India, perteneciente a los jesuitas, y enviada a una de las oficinas centrales de la orden en Europa. Si bien el texto original en portugués, titulado Algũas cousas sabidas da China... ("Algunas cosas conocidas sobre China...") no se publicó en ese momento, su traducción italiana (ligeramente abreviada) apareció en Venecia en 1565 en un libro que contiene varios otros informes enviados por jesuitas de la India. Una traducción al inglés de ese texto italiano, realizada por un ex jesuita inglés, Richard Willis, se imprimió en 1577, en la History of Travayle in the West and East Indies, bajo el título "Ciertos informes de la provincia China, aprendidos a través de los portugueses allí encarcelados, y principalmente por la relación de Galeote Pereira, caballero de buen crédito, que estuvo prisionero en aquel país muchos años. Hecho del italiano por R. W.". La traducción de Willis se reimprimió varias veces.
Boxer hizo una traducción completa al inglés del manuscrito portugués original (es decir, el más antiguo que conocemos) y se publicó en 1953 en Archivum Historicum Societatis Iesu, vol. XXII, págs. 63–92.  Desde entonces, el texto original en portugués se ha publicado en Portugal, y en el vol. 153 del Archivum Historicum Societatis Iesu en Roma.
Los relatos publicados de otros prisioneros portugueses capturados junto con Pereira incluyen la carta de Afonso Ramiro, enviada desde Wuzhou a la base portuguesa de Langbaijiao en 1555.

### Contenido del informe

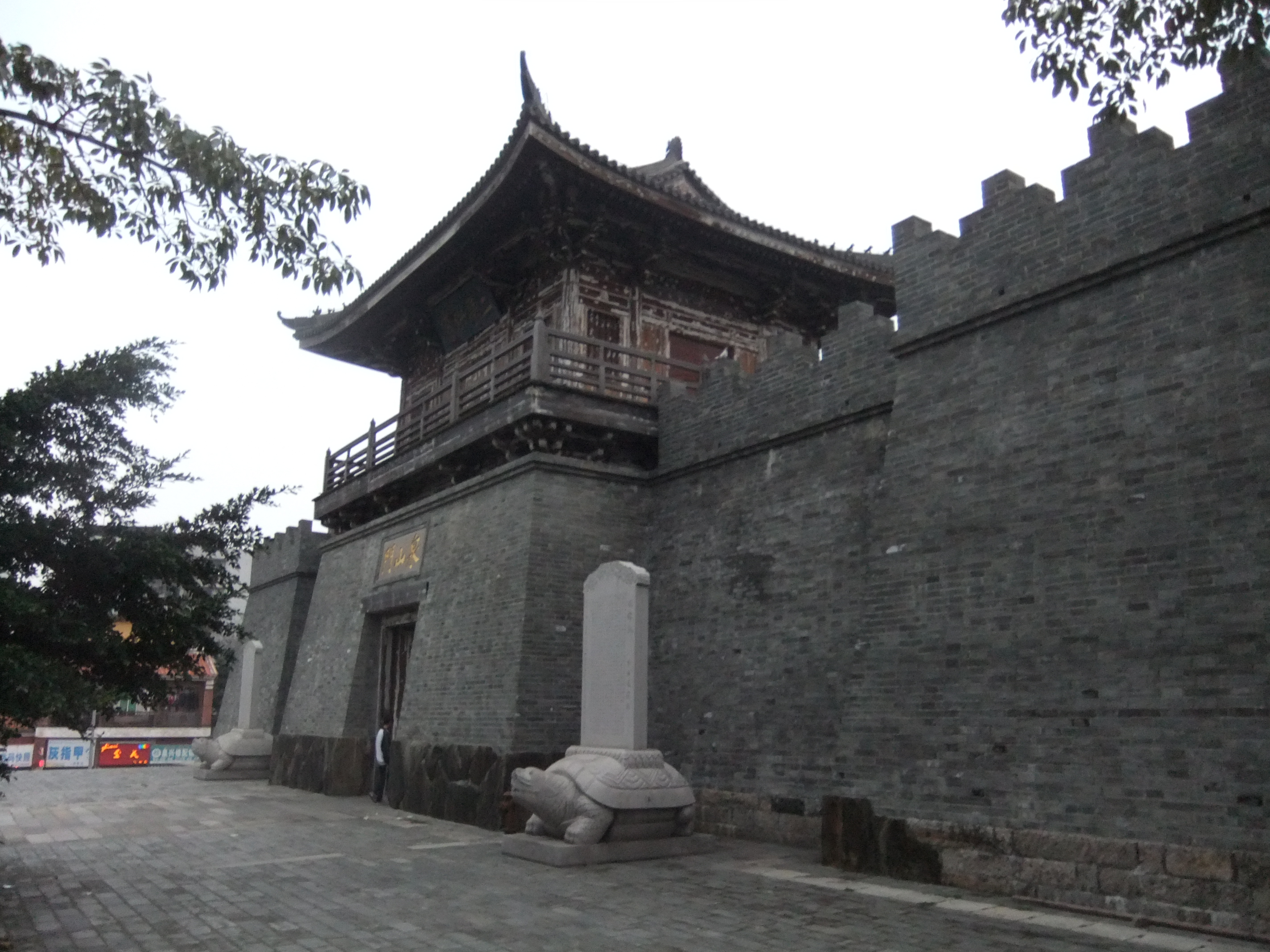
La restaurada Puerta Quanshan de Quanzhou. Es posible que Pereira y sus compañeros de prisión atravesaran (una encarnación anterior de) esta puerta en su camino a Fuzhou.

La organización del relato de Pereira es algo caótica: no es ni un relato estrictamente cronológico que describa una cadena de acontecimientos (un "diario de viaje"), ni un tratado que describa varios aspectos de China en algún orden lógico (como se hizo posteriormente en obras de Gaspar da Cruz, Bernardino de Escalante o Juan González de Mendoza).
El manuscrito de Pereira comienza con el estilo de una descripción geográfica. Como la mayoría de los trabajos geográficos posteriores sobre China, comienza enumerando las provincias de China ("shires", en la traducción de Willis), afirmando que hay 13 de ellas, dando nombres de 11 de ellas y una breve información sobre algunas, y concluyendo con que sobre "Confu", Yunnan y Sichuan, "cuántas ciudades tienen [esos] tres condados, todavía ignoramos, así como los nombres propios de los condados duodécimo y decimotercero, y las ciudades dentro de ellos". Esto muestra que Pereira (o sus primeros editores jesuitas) no estaban en posesión de la información que tenía el historiador de Lisboa João de Barros cuando escribió la Tercera de sus Décadas da Ásia (publicada en 1563, pero escrita mucho antes), que enumera correctamente las quince. provincias.
Luego continúa con una breve descripción de las ciudades chinas cuyas "calles son maravillosas de contemplar" y que están decoradas con numerosos "arcos de triunfo", y del campo densamente poblado y cultivado intensivamente. Le impresionan las carreteras bien pavimentadas y los puentes de la carretera costera de Fujian, construidos con piedras enormes.
A Pereira le sorprende que la palabra "China", que los portugueses habían aprendido en el sur y sudeste de Asia, no se conozca en la propia China, y siente curiosidad por cómo los chinos llaman a su país y a sí mismos. Obtiene la respuesta de que "todo el país se llama Tamen " (es decir, Da Ming), y su gente, Tamenjins (es decir, Da Ming ren, 大明人, "gente del Gran Ming").
Intercalado con detalles geográficos y referencias a su experiencia personal hay una buena cantidad de información sobre la administración del país, los títulos y funciones de varios funcionarios gubernamentales.

### Descripción del sistema de justicia
Debido a las peculiares circunstancias de la estancia de Pereira en China, no sorprende que una parte significativa del relato de Galeote Pereira trate del "lado interno" de los tribunales Ming y las prisiones. 
Describió las duras condiciones dentro de las cárceles de la época, así como la práctica del castigo corporal :
Sus látigos son bambúes, hendidos en el medio, de tal manera que parecen más simples que afilados. El que va a ser azotado yace arrastrándose por el suelo. El verdugo le asesta fuertes golpes con estos bambúes en los muslos, de modo que los presentes tiemblan ante su crueldad. Diez azotes producen mucha sangre, veinte o treinta estropean la carne por completo, cincuenta o sesenta requerirán mucho tiempo para curarse, y si llegan a cien, entonces son incurables, y se dan a cualquiera que no tenga con qué sobornar a estos verdugos que los administran. 

A pesar de la severidad de sus castigos, Pereira ensalza la imparcialidad del sistema judicial Ming. Las acusaciones maliciosas de dos personalidades locales, aparentemente sus antiguos socios, no fueron suficientes para convertir a los contrabandistas portugueses en chivos expiatorios:
Porque dondequiera que en cualquier ciudad de la cristiandad se acusara a hombres desconocidos como nosotros, no sé qué fin tendría la causa de los mismos inocentes; pero nosotros, en un país pagano, teniendo por enemigos a dos de los hombres más importantes de toda una ciudad, necesitándonos un intérprete, ignorando el idioma de ese país, al final vimos a nuestros grandes adversarios encarcelados por nuestro bien y privados de su derecho. oficios y honores por no hacer justicia; sí, para no escapar de la muerte, porque según corre el rumor, serán decapitados. Ahora veamos si [los Ming] hacen justicia o no. 

### Religión
Incluso en proporción a su corta extensión, la obra de Pereira se centra menos en cuestiones religiosas que los libros posteriores de misioneros cristianos profesionales (como Gaspar da Cruz, Martín de Rada o Matteo Ricci); no obstante, da una breve descripción de las prácticas religiosas de los pueblos Han y Hui. Observa que la gente se refiere al poder divino supremo como "Cielo" (Tian), explicando:
[...] así como nosotros solemos decir 'Dios lo sabe', así dicen ellos con cada palabra Tien xautee, es decir, 'Los cielos lo saben'.
Pereira refiere la existencia de varios tipos de templos, y que la divinidad adorada en algunos de ellos era referida como Omithofom (Āmítuó Fó)
Pereira considera que los musulmanes de Fujian están casi totalmente asimilados a la cultura dominante china. Según él:
[Los musulmanes de Fujian] sabían tan poco de su secta, que no podían decir otra cosa que 'Mahomet era moro, mi padre era moro y yo soy moro', con algunas otras palabras de su Alcorán, [...] y en abstinencia de carne de cerdo, viven hasta que el diablo se los lleve a todos.
Afirma que había más de 200 musulmanes en una ciudad de Guangxi que visitó (no está muy claro si se refiere a Wuzhou o Guilin), todos asistiendo a las oraciones del viernes en sus mezquitas. Sin embargo, piensa que "eso ya no perdurará [por mucho tiempo]", porque mientras la generación anterior sigue practicando su religión y recuerda su antigua patria en Çamarquão (Samarcanda), 
[...] su descendencia está tan confundida que no tienen nada de moro en ellos, excepto la abstinencia de carne de cerdo y, sin embargo, muchos de ellos la comen en privado.

### Idioma
Varias referencias a intérpretes chinos, o a problemas que surgieron en su ausencia, indican que pocos prisioneros portugueses, si es que alguno, hablaban algo de chino. No hay información explícita sobre cuánto aprendió Pereira el chino tras su estancia forzosa en el país.

### Otros elementos notables del relato de Pereira
Al igual que Gaspar da Cruz unos años más tarde, Pereira está consternado por la prevalencia y aceptación común de las relaciones homosexuales:
El mayor defecto que encontramos en ellos es la  sodomía, vicio muy común entre los más humildes y nada extraño entre los notables.
Marco Polo también había encontrado que la práctica era igualmente frecuente y aceptada bajo la Dinastía Yuan instalada por los mongoles a finales del siglo XIII.
Pero, al igual que Polo, Pereira tiene algunas lacunae sorprendentes: no hace ni una sola referencia a la práctica generalizada y habitual de vendar los pies (que tendría seiscientos años de antigüedad en su época, trescientos en la de Polo). Tampoco menciona el uso generalizado de la hierba Camellia sinensis (té), ni el carácter único del sistema de escritura del Imperio, así como de la existencia de numerosas imprentas, invento desconocido para un europeo.

### Influencia del relato de Pereira
Según la estimación de Boxer, aproximadamente un tercio del relato de Galeote Pereira se incorporó más tarde al Tratado de China de Gaspar da Cruz, tenido por el primer libro específico sobre China publicado en Europa (1569). A través de ese libro, o de la obra de Bernardino de Escalante derivada en gran medida de da Cruz, gran parte de la información transmitida por Pereira llegó a la Historia del grande y poderoso reino de China y su situación (1585) de Juan González de Mendoza, que se convertiría en el libro más autorizado de Europa sobre China durante las siguientes tres décadas.
Peregrinação (1614) de Fernão Mendes Pinto depende en gran medida de Pereira en varios puntos.

## Legado
La película tailandesa en inglés de 2005 The King Maker muestra un personaje similar a Galeote Pereira. Aunque el personaje se llama Fernando De Gama, es conocido como un soldado de fortuna portugués que ayuda a defender el Reino siamés de Ayutthaya, donde se basa la película.